# Toni Seiler
Pas d'image ? Cliquez ici
Toni Seiler, né le 18 mars 1958 à Zurich est un pilote automobile suisse. Il a notamment participé à neuf reprises aux 24 Heures du Mans, entre 1996 et 2005.

## Carrière
En 1996, il participe pour la première fois aux 24 Heures du Mans. Au volant d'une Porsche 911 GT2 (993) de l'écurie Elf Haberthur Racing, il abandonne à la cinquième heure,,.
En 2016, il participe à Le Mans Classic.